# Witold Góralski
Witold Maciej Góralski (ur. 28 lutego 1939 w Łodzi) – polski adwokat, niemcoznawca, specjalista prawa europejskiego. 

## Życiorys
Witold Góralski ukończył w 1961 prawo na Uniwersytecie Łódzkim. W 1975 uzyskał na Uniwersytecie Wrocławskim stopień doktora nauk prawnych. Tamże habilitował się w 1987.
Jego zainteresowania badawcze obejmują: prawo europejskie, prawo międzynarodowe, prawo konstytucyjne porównawcze, politykę zagraniczną Niemiec, wpływ orzecznictwa Europejskich Trybunałów na krajowe systemy prawne.
Do 1995 pracował w dyplomacji, m.in. jako attaché ds. kultury w polskiej ambasadzie w Niemczech. W tym samym roku uzyskał uprawnienia adwokata. Zajmuje się prawem gospodarczym, administracyjnym oraz obrotu nieruchomościami. Wykładowca Instytutu Stosunków Międzynarodowych Uniwersytetu Warszawskiego oraz Akademii Ekonomiczno-Humanistycznej w Warszawie. Był przewodniczącym Rady Naukowej Instytutu Zachodniego im. Zygmunta Wojciechowskiego w Poznaniu.
Wśród wypromowanych przez niego doktorów znalazł się m.in. Szymon Kardaś (2010).

## Publikacje książkowe
- Witold Góralski, Wykładnia ustaw w działalności Związkowego Trybunału Konstytucyjnego RFN, Wrocław 1976;
- Witold Góralski (pr. zb. pod red. i współautor), Prawa i wolności obywatelskie w państwach kapitalistycznych, Warszawa 1979.
- Witold Góralski, Związki Zawodowe w RFN, Warszawa 1982.
- Witold Góralski (pr. zb. pod red. i współautor), Niemcy w polskiej literaturze naukowej i publicystyce 1989–1996, Warszawa 1997.
- Witold Góralski (współred. z S. Bieleniem), Nowa tożsamość Niemiec i Rosji w stosunkach międzynarodowych, Warszawa 1999.
- Witold Góralski (red. nauk.), Europa 2001/2002 oraz Europa 2003, Organizacje, instytucje, adresy, kontakty, Warszawa 2002 i 2003.
- Witold Góralski (pr.zb. pod red. i współautor), Problem reparacji, odszkodowań i świadczeń w stosunkach polsko-niemieckich 1944–2004, Tom I Studia, Tom II Dokumenty, Warszawa 2004.
- Witold Góralski, Tranzyt-obywatelstwo-majątek. Trudne problemy stosunków polsko-niemieckich, Studia i materiały, (pr. zb. pod red.), Warszawa 2005.
- Witold Góralski (red.), Polish-German Relations and the Effecks of the Second Word War, Warszawa 2006.
- Witold Góralski (pr. zb. pod red. nauk. i współautor), Unia Europejska, Tom I , Geneza-System-Prawo, Tom II , Gospodarka-Polityka-Współpraca, Warszawa 2007.
- Witold Góralski (pr. zb. pod red. i współautor), Polska-Niemcy 1945–2007, Od konfrontacji do współpracy i partnerstwa, Warszawa 2007.
- Witold Góralski, Polska-Niemcy 1945–2009. Prawo i polityka, Warszawa: Dom Wydawniczy Elipsa, 2009.
- Witold Góralski, Jerzy Sułek, 25 lat traktatu dobrosąsiedzkiego RP-RFN. Polska i Niemcy w Europie XXI wieku. Razem czy osobno?, Warszawa: Instytut Obywatelski, 2016.